# Lom (district de Tábor)
Pour les articles homonymes, voir Lom.
Lom (en allemand : Lom) est une commune du district de Tábor, dans la région de Bohême-du-Sud, en République tchèque. Sa population s'élevait à 179 habitants en 2020.

## Géographie
Lom se trouve à 7 km au sud-ouest de Tábor, à 45 km au nord-nord-est de České Budějovice et à 81 km au sud-sud-est de Prague.
La commune est limitée par Libějice et Radimovice u Želče au nord, par Zhoř u Tábora à l'est, et par Malšice au sud à l'ouest.

## Histoire
La première mention écrite du village date de 1347.